# 로체스터힐스

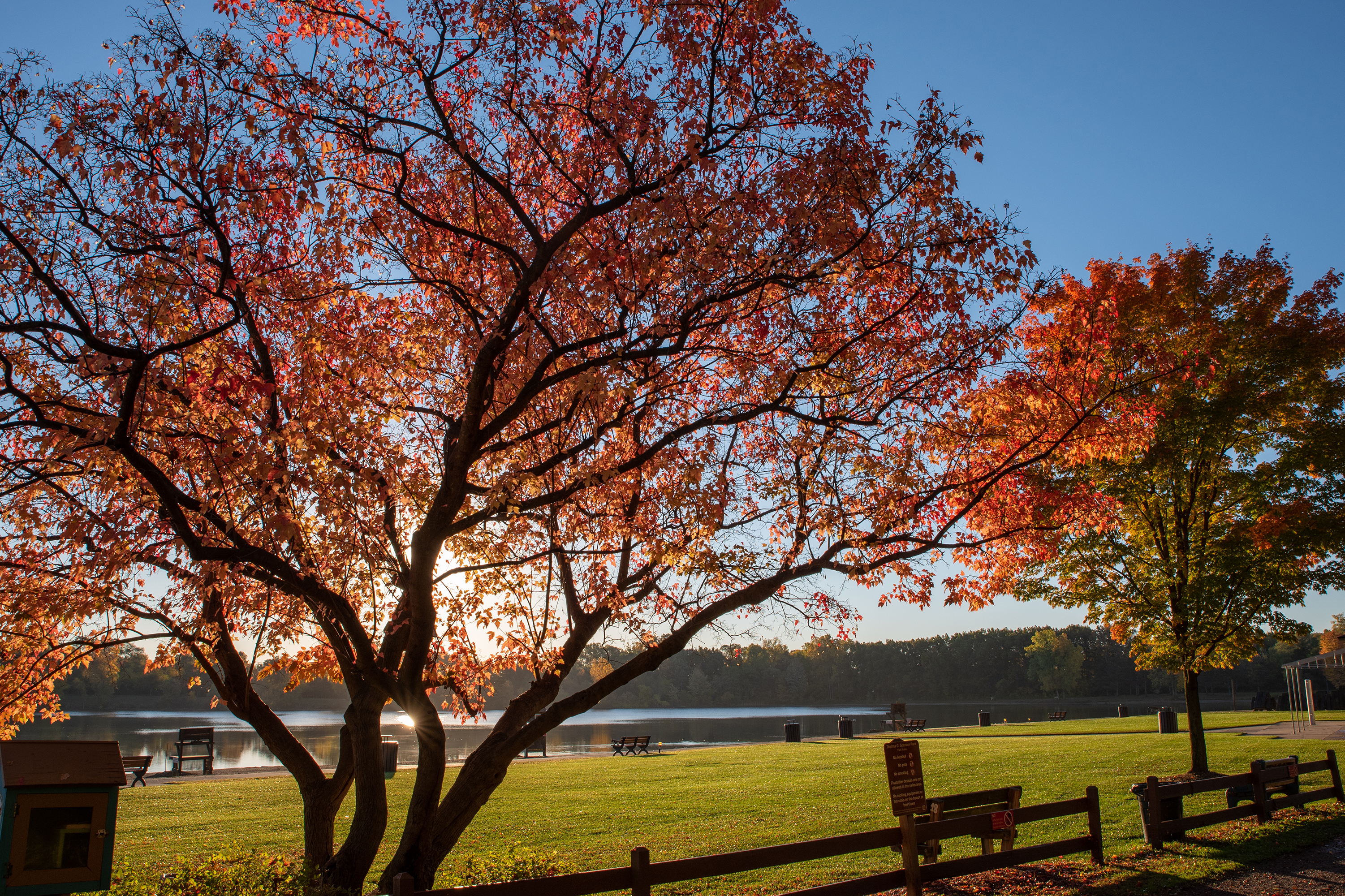

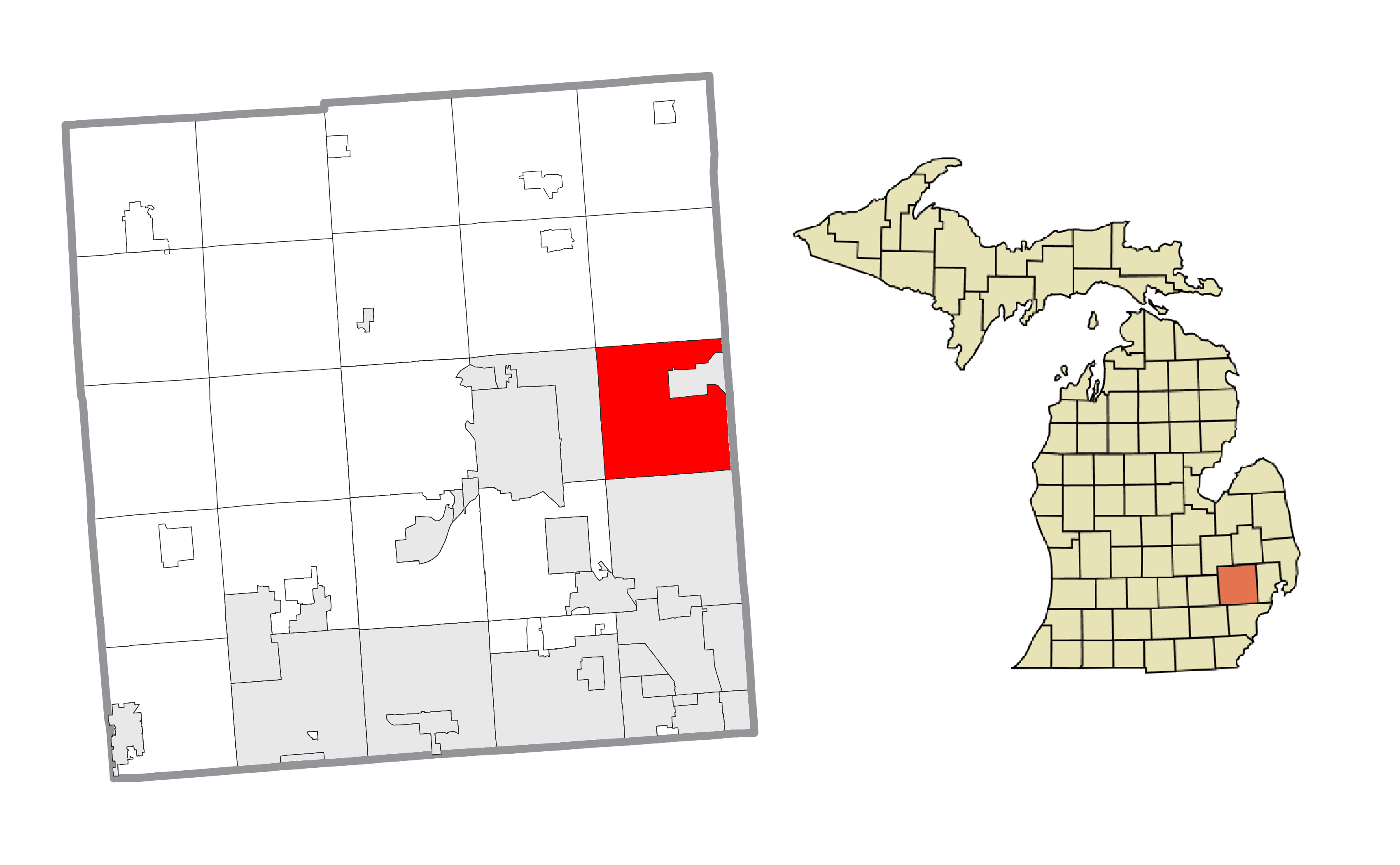

로체스터힐스(Rochester Hills)는 미국 미시간주 오클랜드군의 도시이다. 2020년 미국 인구 조사 기준 인구 수는 76,300명이다. 미시간주에서 14번째로 큰 도시이다. 지난 7년 간 미시간주에서 가장 안전한 도시로 순위를 올렸다.
이 지역은 1817년에 유럽계 미국인들이 처음으로 정착했으며, 1835년에 에이번 타운십(Avon Township)으로 조직되었다.

## 인구
| 인구조사              | 인구   | Note | %±    |
| --------------------- | ------ | ---- | ----- |
| 1990년                | 61,766 |      | —     |
| 2000년                | 68,825 |      | 11.4% |
| 2010년                | 70,995 |      | 3.2%  |
| 2020년                | 76,293 |      | 7.5%  |
| U.S. Decennial Census |        |      |       |